# إنريكي فلوريس
إنريكي فلوريس (بالإنجليزية: Enrique Flores Magón)‏‏ (13 أبريل 1877 - 28 أكتوبر 1954 في مدينة مكسيكو) صحافي، وكاتب من المكسيك.